# طلوع در روز برداشت
طلوع در روز برداشت (انگلیسی: Sunrise on the Reaping) رمانی ویران‌شهری محصول سال ۲۰۲۵ است که توسط نویسندهٔ آمریکایی، سوزان کالینز، نوشته شده و دومین پیش‌درآمد سه‌گانهٔ اصلی بازی‌های گرسنگی، در ادامهٔ تصنیف پرندگان آوازخوان و مارها (۲۰۲۰) به‌شمار می‌رود. این اثر که بیست و چهار سال پیش از وقایع رمان نخست رخ می‌دهد، به موضوعاتی چون دستکاری‌های سیاسی، قدرت تبلیغات و پیچیدگی‌های کنترل اجتماعی تحت یک رژیم تمامیت‌خواه می‌پردازد و حول پنجاهمین دورهٔ بازی‌های گرسنگی می‌چرخد که هایمیچ ابرنثی در آن شرکت کرد. کتاب در ۱۸ مارس ۲۰۲۵ توسط انتشارات اسکلاستیک منتشر شد.
در ۶ ژوئن ۲۰۲۴ اعلام شد که فیلم اقتباسی در دست تولید قرار گرفته و قرار است توسط لاینزگیت در ۲۰ نوامبر ۲۰۲۶ اکران شود.

## پس‌زمینه
الهام بخش سوزان کالینز، کتابی از فیلسوف اسکاتلندی به نام دیوید هیوم، به ویژه ایده‌های او دربارهٔ «تسلیم ضمنی» و «سهولت حاکمیت اندک بر بسیاری» بود. پرسش‌های مرتبط با به‌کارگیری پروپاگاندا و قدرت روایت‌های رسانه‌ای نیز کالینز را واداشت تا در این رمان مفهوم «واقعی یا غیرواقعی» بودن را به چالش بکشد.

## تاریخچه انتشار
طلوع در روز برداشت در ۱۸ مارس ۲۰۲۵ با نسخهٔ گالینگور منتشر شد. نسخهٔ کتاب صوتی آن نیز در همان روز به بازار عرضه شد.
طلوع در روز برداشت در نخستین هفتهٔ انتشار بیش از ۱٫۵ میلیون نسخه در سراسر جهان فروش داشت و با این رقم بهترین فروش آغازین را در میان عناوین مجموعهٔ بازی‌های گرسنگی سوزان کالینز به ثبت رساند. این کتاب در ایالات متحده به تنهایی ۱٫۲ میلیون نسخه فروخت؛ رقمی که بیش از دو برابر فروش آغازین تصنیف پرندگان آوازخوان و مارها و بیش از سه برابر فروش آغازین زاغ مقلد است.